# Cisseps fulvicollis
Cisseps à col orangé
 (octobre 2020).
Si vous disposez d'ouvrages ou d'articles de référence ou si vous connaissez des sites web de qualité traitant du thème abordé ici, merci de compléter l'article en donnant les références utiles à sa vérifiabilité et en les liant à la section « Notes et références ».
Espèce
Le Cisseps à col orangé (Cisseps fulvicollis) est une espèce de lépidoptères (papillons) américains de la famille des Erebidae et de la sous-famille des Arctiinae.

## Morphologie
L'imago de Cisseps fulvicollis est un papillon d'une envergure de 29 à 37 mm. Il ressemble à la Cténuche de Virginie (Ctenucha virginica), qui est plus grande (5 cm d'envergure) avec du bleu métallisé sur la base des ailes.
La chenille est jaune, brune ou noire avec des soies rares longues et douces. Elle a des bandes sombres sur le dos et les côtés entourés de bandes jaunes ou orange.

## Distribution et biotopes
Il est actif dans les champs au printemps et en été, sur une aire s'étendant du Sud du Canada au Texas et à la Floride.

## Plantes hôtes
La chenille se nourrit sur des poacées (graminées) et des Carex.

## Systématique
Le nom valide complet (avec auteur) de ce taxon est Cisseps fulvicollis (Hübner, 1818).
Ce taxon porte en français le nom vernaculaire ou normalisé suivant : cisseps à col orangé.